# جون بي. بيلنجر الثالث
جون بي. بيلنجر الثالث (بالإنجليزية: John B. Bellinger III)‏ هو محامي أمريكي، ولد في 1960.